# Tour of Britain
Il Tour of Britain (it. Giro della Gran Bretagna) è una corsa a tappe maschile di ciclismo su strada che si tiene ogni anno nel Regno Unito. È inclusa nel calendario dell'UCI ProSeries categoria 2.Pro.

## Storia
Alcune corse per dilettanti e indipendenti in Regno Unito cominciarono a svolgersi già dal 1945, come quella con partenza da Brighton e arrivo a Glasgow. Dal 1958 assunse preminenza, in qualità di Tour of Britain per dilettanti, la Milk Race (aperta dal 1985 al 1993, ultimo anno di svolgimento, anche ai professionisti).
Nel 1978 si tenne una prova a tappe aperta a professionisti e dilettanti, il Tour Britain Open, vinta da Johan van der Velde. Nel 1987 fu quindi organizzata la prima edizione per professionisti del Kellogg's Tour, vinta da Joey McLoughlin. Nelle stagioni seguenti la gara, corsa in agosto nell'arco di cinque-sei giorni, ebbe tra i suoi vincitori anche Robert Millar, Phil Anderson e Maurizio Fondriest, prima di scomparire nel 1995.
Una nuova gara a tappe, il PruTour, ricomparve in calendario nel maggio delle stagioni 1998 e 1999. Tra il 2000 ed il 2003 la corsa non si è svolta, ma ha ripreso la sua cadenza annuale dal 2004 come Tour of Britain, trovando il mese di settembre come collocazione in calendario. Dal 2005 la gara è inserita nel calendario dell'UCI Europe Tour, prima come prova di classe 2.1, e poi, dal 2014, come prova 2.HC, complice la crescente popolarità e importanza.

## Albo d'oro
Aggiornato all'edizione 2024.
| Anno            | Vincitore                             | Secondo                               | Terzo                                 |
| Kellogg's Tour  | Kellogg's Tour                        | Kellogg's Tour                        | Kellogg's Tour                        |
| --------------- | ------------------------------------- | ------------------------------------- | ------------------------------------- |
| 1987            | Joey McLoughlin                       | Steven Rooks                          | Sergio Finazzi                        |
| 1988            | Malcolm Elliott                       | Joey McLoughlin                       | Sean Kelly                            |
| 1989            | Robert Millar                         | Mauro Gianetti                        | Remig Stumpf                          |
| 1990            | Michel Dernies                        | Robert Millar                         | Maurizio Fondriest                    |
| 1991            | Phil Anderson                         | Rudy Verdonck                         | Heinz Imboden                         |
| 1992            | Maximilian Sciandri                   | Adrie van der Poel                    | Hendrik Redant                        |
| 1993            | Phil Anderson                         | Wladimir Belli                        | Bo-André Namvedt                      |
| 1994            | Maurizio Fondriest                    | Vjačeslav Ekimov                      | Olaf Ludwig                           |
| 1995-1997       | non disputato                         | non disputato                         | non disputato                         |
| PruTour         |                                       |                                       |                                       |
| 1998            | Stuart O'Grady                        | Chris Boardman                        | Dariusz Baranowski                    |
| 1999            | Marc Wauters                          | Benoît Joachim                        | Bjørnar Vestøl                        |
| 2000-2003       | non disputato                         | non disputato                         | non disputato                         |
| Tour of Britain |                                       |                                       |                                       |
| 2004            | Mauricio Ardila                       | Julian Dean                           | Nick Nuyens                           |
| 2005            | Nick Nuyens                           | Michael Blaudzun                      | Javier Cherro Molina                  |
| 2006            | Martin Pedersen                       | Luis Pasamontes                       | Filippo Pozzato                       |
| 2007            | Romain Feillu                         | Adrián Palomares                      | Luke Roberts                          |
| 2008            | Geoffroy Lequatre                     | Steve Cummings                        | Ian Stannard                          |
| 2009            | Edvald Boasson Hagen                  | Chris Sutton                          | Martin Reimer                         |
| 2010            | Michael Albasini                      | Borut Božič                           | Greg Henderson                        |
| 2011            | Lars Boom                             | Steve Cummings                        | Jan Bárta                             |
| 2012            | Jonathan Tiernan-Locke                | Nathan Haas                           | Damiano Caruso                        |
| 2013            | Bradley Wiggins                       | Martin Elmiger                        | Simon Yates                           |
| 2014            | Dylan van Baarle                      | Michał Kwiatkowski                    | Bradley Wiggins                       |
| 2015            | Edvald Boasson Hagen                  | Wout Poels                            | Owain Doull                           |
| 2016            | Steve Cummings                        | Rohan Dennis                          | Tom Dumoulin                          |
| 2017            | Lars Boom                             | Edvald Boasson Hagen                  | Stefan Küng                           |
| 2018            | Julian Alaphilippe                    | Wout Poels                            | Primož Roglič                         |
| 2019            | Mathieu van der Poel                  | Matteo Trentin                        | Jasper De Buyst                       |
| 2020            | annullata per la Pandemia di COVID-19 | annullata per la Pandemia di COVID-19 | annullata per la Pandemia di COVID-19 |
| 2021            | Wout Van Aert                         | Ethan Hayter                          | Julian Alaphilippe                    |
| 2022            | Gonzalo Serrano                       | Thomas Pidcock                        | Omar Fraile                           |
| 2023            | Wout Van Aert                         | Tobias Halland Johannessen            | Damien Howson                         |
| 2024            | Stephen Williams                      | Oscar Onley                           | Tom Donnenwirth                       |

## Opere correlate
Sulla gara vennero basati due videogiochi per computer di produttori diversi, Milk Race del 1987 e Kellogg's Tour 1988 del 1988.